# 盖尔贝格
盖尔贝格（德語：Gehlberg，發音：[ˈɡeːlbɛʁk]）是德国图林根州伊尔姆县曾经的一个市镇，面积20.43平方千米，2017年12月31日人口为502人。2019年1月1日，盖尔贝格与市镇伦施泰格地区施米德费尔德并入非县辖城市苏尔。